# Phương pháp Frasch
Phương pháp Frasch là một phương pháp để chiết xuất lưu huỳnh từ các mỏ ngầm. Đây là phương pháp công nghiệp duy nhất để thu hồi lưu huỳnh từ các nguyên tố lắng đọng lại. Hầu hết lưu huỳnh trên thế giới đã được sản xuất theo cách này cho đến cuối thế kỷ 20, khi lưu huỳnh được lấy từ các nguồn dầu khí và khí đốt trở nên phổ biến hơn (xem quy trình Claus).
Trong phương pháp Frasch, nước cực sôi được bơm vào mỏ lưu huỳnh; lưu huỳnh tan chảy và được chiết xuất ra. Phương pháp Frasch có thể tạo ra lưu huỳnh có độ tinh khiết cao.

## Lịch sử

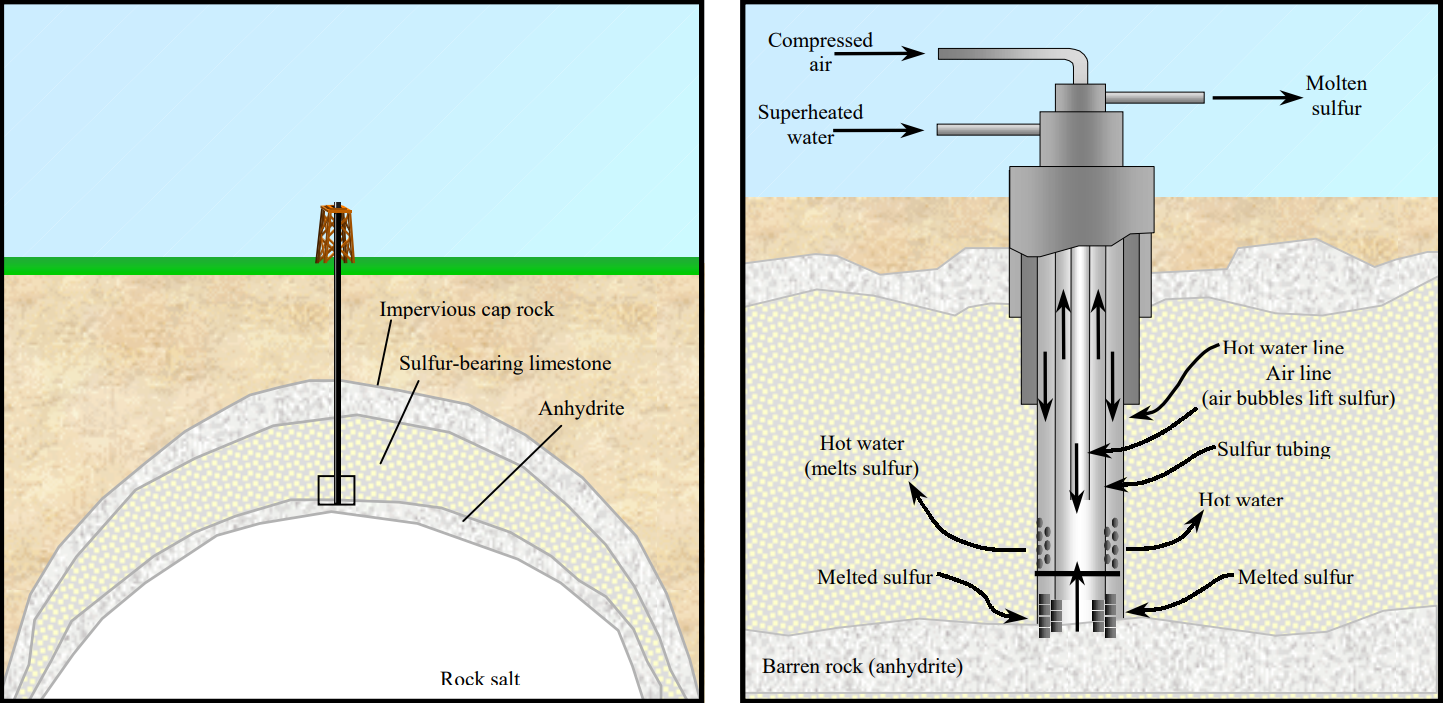
Hình minh họa cho thấy cấu trúc của một vòm muối chứa lưu huỳnh và các chi tiết của máy bơm Frasch được sử dụng để chiết xuất lưu huỳnh từ các thành được tạo dưới lòng đất. Nước qcựcc sôi được bơm vào hỗn hợp để làm tan lưu huỳnh. Lưu huỳnh nóng chảy được nâng lên bề mặt bằng khí nén.

Phương pháp Frasch hoạt động tốt nhất trên các vòm muối, trong đó lưu huỳnh được tìm thấy trong các lớp đá thấm được giữ lại giữa các lớp không thấm. Sự biến đổi vi khuẩn của anhydrite hoặc thạch cao, với sự hiện diện của hydrocarbon, tạo ra đá vôi và hydro sulfide trong chu trình lưu huỳnh. Các hydro sulfide sau đó oxy hóa thành lưu huỳnh, từ nước thấm, hoặc thông qua hoạt động của vi khuẩn kỵ khí, khử lưu huỳnh.
Vào năm 1867, những thợ mỏ đã phát hiện ra lưu huỳnh trong đá chắn của một mái vòm muối ở Quận Calcasieu, Louisiana, nhưng nó nằm dưới cát lún, cản trở việc khai thác. Năm 1894, nhà hóa học người Mỹ gốc Đức, Herman Frasch (1852-1914), đã nghĩ ra phương pháp loại bỏ lưu huỳnh bằng cách sử dụng đường ống xuyên qua bãi cát lún.. Điều này thay thế phương pháp Sicilia không hiệu quả và gây ô nhiễm. Phương pháp đã được chứng minh là thành công, vào ngày 24 tháng 12 năm 1894, khi lưu huỳnh nóng chảy đầu tiên được đưa lên bề mặt. Công ty Lưu huỳnh Union được thành lập vào năm 1896 để sử dụng phương pháp này. Tuy nhiên, chi phí nhiên liệu cao cần thiết để làm sôi nước khiến quá trình này không phù hợp về mặt kinh tế cho đến khi phát hiện năm 1901 về mỏ dầu Spindletop ở Texas đã cung cấp dầu nhiên liệu giá rẻ cho khu vực. Phương pháp Frasch bắt đầu sản xuất kinh tế tại Sulphur, Louisiana vào năm 1903.
Khi bằng sáng chế của Frasch hết hạn, phương pháp này đã được áp dụng rộng rãi cho các mỏ lưu huỳnh vòm muối tương tự dọc theo duyên hải Vịnh Mexico của Hoa Kỳ. Mỏ quy trình Frasch thứ hai được khai trương vào năm 1912 tại hạt Brazoria, Texas. Bờ biển vùng vịnh đã thống trị sản xuất lưu huỳnh thế giới vào đầu thế kỷ 20 và giữa thế kỷ 20. Tuy nhiên, bắt đầu từ những năm 1970, sản phẩm phụ lưu huỳnh thu hồi từ dầu và khí tự nhiên đã hạ giá lưu huỳnh và đẩy nhiều mỏ khai thác Frasch ra khỏi hoạt động kinh doanh. Mỏ lưu huỳnh Frasch cuối cùng của Hoa Kỳ đóng cửa năm 2000. Một mỏ Frasch ở Iraq đã đóng cửa năm 2003 do cuộc xâm lược Iraq của Hoa Kỳ.
Phương pháp Frasch vẫn được sử dụng để xử lý lưu huỳnh lắng đọng ở Mexico và Ba Lan.

## Quá trình
Trong phương pháp Frasch, ba ống đồng tâm được đưa vào mỏ lưu huỳnh. Nước cực sôi (hơi nước) (165 °C, 2,5-3 MPa) được bơm vào lớp lắng qua ống ngoài cùng. Lưu huỳnh (m.p 115 °C) tan chảy vào ống giữa. Chỉ riêng áp lực nước không thể buộc lưu huỳnh vào bề mặt do mật độ lớn hơn của lưu huỳnh nóng chảy, do đó không khí nóng được đưa vào qua ống trong cùng để hòa tan lưu huỳnh, làm cho nó bớt đậm đặc hơn và đẩy nó lên bề mặt.
Lưu huỳnh thu được rất tinh khiết (99,7 - 99,8%). Ở dạng này, nó có màu vàng nhạt. Nếu bị ô nhiễm bởi các hợp chất hữu cơ, nó có thể có màu tối. Sử dụng phương pháp này, Hoa Kỳ đã sản xuất 3,89 triệu tấn lưu huỳnh vào năm 1989 và Mexico đã sản xuất 1,02 triệu tấn lưu huỳnh vào năm 1991.